# 박현주 (금융인)
박현주(朴炫柱)는 미래에셋금융그룹을 창업한 대한민국의 남성 금융인이다.
광주제일고등학교와 고려대학교 경영학과를 졸업했다. 1997년 미래에셋자산운용과 미래에셋캐피탈을 설립하고 1999년 미래에셋증권을 설립해 미래에셋을 투자전문 금융그룹인 미래에셋금융그룹으로 성장시켰다. 대한민국 최초로 주식형 및 채권형 뮤츄얼펀드를 설립하고, 부동산펀드와 PEF 또한 대중화하였다. 2018년 5월 미래에셋증권 회장직에서 물러나, 미래에셋증권홍콩 회장과 미래에셋증권 글로벌전략가(GSO)로 부임하였다.

## 생애
전라남도 광주에서 태어났다. 그의 아버지는 박현주가 고등학교 합격 통지를 받던 날 돌아가셨고, 이로 인해 방황하던 그는 신뢰, 성실, 정직을 강조하는 어머니의 가르침 덕에 바로 설 수 있었다고 한다.
고려대학교 재학 시절 “ 자본시장의 발전 없이 자본주의는 발전할 수 없다”는 말을 들은 이후, 증권 시장에 관심을 갖기 시작했다.
대학 2학년부터 어머니가 보내준 생활비로 주식 투자를 시작해 당시의 대한민국 증권 1번지인 명동에서 주식투자를 잘하는 청년으로 이름을 알렸다고 한다. 이때의 투자경험은 이후 박현주의 투자 철학을 형성하는 밑거름이 되었다. 이때의 경험을 통해 박현주는 우량주에 장기투자하면 반드시 좋은 결과를 낳는 다는 믿음 갖게 되었고, 가치투자에 대한 기본 개념을 정리 할 수 있었다고 한다.
대학시절부터 경영자가 돼야겠다고 결심했기 때문에, 리더십 관련 공부를 열심히 했다. 경영학 이외의 책도 많이 읽었는데, ‘제3의 물결’이 가장 마음에 들어 무려 19번을 읽었다고 한다.
그의 투자 철학 형성과정에는 젊은 시절 직접 찾아간 한 인물과의 만남이 결정적인 영향을 미쳤다. 그 인물은 1970년대 명동 증권시장에서 ‘백 할머니’로 불리며 전설적 존재로 회자되던 투자자 백희엽이다. 박현주는 대학생 시절, 주식 투자에 대한 열정을 품고 있던 중 투자 원칙과 철학을 갖춘 ‘진짜 큰손’ 백희엽에 깊이 매료되었고, 직접 찾아가 제자가 되고 싶다는 의사를 전했다. 그는 백희엽 앞에서 무릎을 꿇고 “제자로 받아달라”고 간청했으나, 백희엽은 “젊은 사람이 늙은이에게 뭘 배우려 하느냐”며 처음엔 단호히 거절했다. 그러나 박현주의 진심과 열정을 눈여겨본 백희엽은 이내 마음을 돌렸고, 기업 탐방 시 그를 동행시키며 실물경제와 기업 가치에 대한 안목을 기를 기회를 주었다.
박현주는 이 시기의 경험이 자신의 투자 철학의 뿌리가 되었다고 여러 차례 언급하였다. 그는 백희엽을 두고 “시대의 흐름을 읽고, 외풍에 흔들리지 않는 정석 투자자였다”고 회고하였다. 백희엽은 주로 가치주와 자산주에 투자하며, 언론의 말초적인 주가 부양 기대나 일확천금에 흔들리지 않고, 세계정세 분석을 토대로 장기적 안목으로 기업을 바라보는 태도를 견지했다. 실제로 그녀는 명동 증권가에서 하얀 치마저고리를 입고 타임스지를 들고 다니는 모습으로 알려져 있었고, 평범한 외양과 달리 고도의 정보력과 분석력을 갖춘 인물로 주목받았다. 박현주는 그가 국채파동 당시 저가에 국채를 매입해 150% 수익을 올렸던 일화나, 중동 건설붐 시기 건설주에 집중 투자해 큰 수익을 올린 사례 등을 통해 진정한 가치투자의 본보기를 직접 체득했다.

### 증권회사 근무
스물일곱의 나이에 투자회사를 설립해 운영하다가, 1986년에 동양증권에 입사하였다. 1988년부터 한신증권에서 금융상품 운용을 담당했고, 이후 32세에 전국 최연소 지점장으로 부임하게 되었다. 이듬해 대한민국 증권사 지점 중 1위의 영업실적을 달성하였고, 곧이어 임원으로 승진하며 샐러리맨으로서의 성공가도를 달렸다. 이때의 조직관리 경험은 그에게 조직 구성원 개개인의 역량을 믿고 지지해주는 것이 얼마나 중요한지 깨닫게 했고, 이는 훗날 미래에셋 경영의 토대가 되었다. 그가 지점장으로 근무하던 시절, 지점훈은 ‘바람이 불지 않을 때 바람개비를 돌리는 방법은 앞으로 달려가는 것이다.”였다.

### 미래에셋 창업
1997년 6월 회사를 나와 미래에셋벤처캐피탈과 국내최초 전문 자산운용회사 미래에셋투자자문을 설립했다. 창업 후 6개월 만에 외환위기를 겪었으나, 소수의 시각에서 투자를 바라보고자 하는 그의 통찰과 한국 경제에 대한 믿음을 바탕으로 투자 성과를 이끌었다. 1998년 12월 대한민국 1호 자산운용사인 미래에셋자산운용을 설립하고, 국내 최초의 뮤츄얼펀드인 ‘박현주1호’를 출시하며 대한민국 간접 투자시장의 본격적인 문을 열었다고 평가받는다. 박현주는 최초의 적립식펀드를 출시하고 이의 활성화를 통해 펀드 투자의 대중화를 시도하였다. 1999년 미래에셋증권을 설립하고 2000년에는 기업이익의 사회환원과 나눔의 문화를 정착시키기 위해 사재 75억원을 출연하여 미래에셋박현주재단을 설립했다. 그는 창업과 동시에 오랜 고민을 바탕으로 미래에셋의 경영이념과 핵심가치를 직접 작성했다.

## 이력
- 1997. 8. 대한민국 최초 전문 자산운용회사 미래에셋투자자문 설립
- 1998. 12. 대한민국 최초 뮤츄얼펀드 박현주1호 출시
- 2001. 2. 대한민국 최초 개방형 뮤츄얼펀드 출시
- 2001. 2. 미래에셋증권 대한민국 최초 랩어카운트 상품 판매
- 2003. 12. 대한민국 최초 해외 운용 법인 미래에셋자산운용(홍콩) 설립
- 2004. 3. 미래에셋증권 대한민국 최초 적립식펀드 출시
- 2004. 6. 미래에셋증권 대한민국 최초 부동산펀드 출시
- 2004. 12. 미래에셋자산운용 국내 최초 사모투자펀드(PEF) 출시
- 2006. 5. 대한민국 최초 중국 본토 빌딩 투자_미래에셋상해타워
- 2008. 7. 미래에셋자산운용 대한민국 최초 중국 증권감독위원회로부터 적격외국인투자자(QFII)인증
- 2010. 4. 미래에셋자산운용 국내 최초 SICAV 펀드 국내 출시
- 2011. 1. 미래에셋자산운용(홍콩), 국내 최초 홍콩증권거래소에 ETF 직접 상장
- 2012. 7. 대한민국 최초 중국 합작운용사 (미래에셋화신자산운용) 출범
- 2013. 6. 호라이즌 ETFs 국내 계열 운용사 첫 미국시장 ETF 상장
- 2014. 3. 호라이즌 ETFs 아시아 자산운용사 최초 미국시장 KOSPI200ETF 상장
- 2014. 9. TIGER ETF, 세계 최초 중국 본토 레버리지 ETF 상장
- 2014. 10. 미래에셋자산운용(홍콩), 국내 최초 첫 RQFII 활용 ETF 상장
- 2016. 12. 미래에셋생명, 국내 최초 모바일 금융오픈마켓 iAll(아이올) 오픈
- 2018. 1. 미래에셋증권, 국내 증권사 최초 인도시장 진출
- 2018. 11. 미래에셋자산운용 국내 최초 중국 사모펀드 자격 획득
- 2019. 11. 미래에셋증권, 국내 증권사 최초 미국 나스닥 상장 주관사 참여 (바이오엔텍)
- 2023. 5. 미래에셋증권, 국내금융사 최초 선진국 현지 금융회사 '영국 GHCO' 인수
- 2023. 12. 미래에셋증권, 국내증권사 최초 인도 현지 증권사 '쉐어칸' 인수
- 2024. 7. AIB 선정 국제 최고경영자, 아시아 금융인 최초로 수상

## 주요 M&A 이력
박현주는 그의 투자철학과 인사이트를 바탕으로 다수의 M&A를 진행하였다.
- 2004. 2. SK그룹 계열 SK투자신탁 인수
- 2005. 6. SK그룹 계열 SK생명보험 인수
- 2011. 11. 캐나다 선두 ETF 운용사 호라이즌 ETFs 인수[5]
- 2011. 11. 호주 선두 ETF 운용사 BetaShares 인수
- 2016. 12. 대우증권 인수 후 미래에셋증권 합병
- 2016. 12. 산업은행 계열 KDB자산운용사 인수
- 2017. 7. 베트남 프레보아 생명 인수
- 2017. 12. PCA 생명(한국) 인수
- 2018. 7. 미국 ETF 운용사 글로벌X 인수[6]
- 2023.05 유럽 ETF 전문 GHCO 인수[7]
- 2023.12 미래에셋증권, 인도 증권사 '쉐어칸' 인수 박현주 "인도 증권사 인수로 새 20년 시작"

## 글로벌 진출
박현주는 미래에셋 창업초기부터 해외진출을 염두에 두고 시장조사를 진행했고 선구적으로 해외 자본에 투자하였다.
- 2003. 12. 미래에셋자산운용(홍콩) 설립
- 2006. 9. 미래에셋자산운용 베트남 하노이사무소 설립
- 2006. 11. 미래에셋자산운용(인도) 설립
- 2007. 1. 미래에셋증권(홍콩) 설립
- 2007. 3. 미래에셋자산운용(영국) 설립
- 2007. 7. 미래에셋증권(북경) 설립
- 2007. 12. 미래에셋증권(베트남) 설립
- 2008. 2. 미래에셋익재투자자문(중국) 설립
- 2008. 4. 미래에셋자산운용(미국) 설립
- 2008. 4. 미래에셋자산운용(브라질) 설립
- 2008. 8. 미래에셋증권(미국) 설립
- 2008. 8. 미래에셋명승투자자문(중국) 설립
- 2010. 8. 미래에셋증권(브라질) 설립
- 2012. 10. 호라이즌ETFs (LatAM) 설립
- 2016. 1. 미래에셋자산운용(호주) 설립
- 2017. 10. 미래에셋증권(인도) 설립
- 2019. 9. 미래에셋글로벌X(일본) 합작회사 설립[8][9]
- 2022. 9. 미래에셋자산운용, 인도법인 두바이 지점 설립
- 2023. 11. 미래에셋자산운용, 미국로보어드바이저 운용사 WealthSpot 설립

## 글로벌 주요 투자 현황
- 2009. 8. 호주 담수화시설물 투자
- 2011. 8. 세계1위 골프용품 브랜드 타이틀리스트 인수
- 2011. 10. 호주 빅토리아주 이스트링크 사업 투자
- 2013. 9. 세계적인 호텔 브랜드 “포시즌스 호텔 시드니” 인수
- 2014. 12. 미국 워싱턴Dc 오피스빌딩 1801k 인수 (미국 연방준비위원회 입주)
- 2015. 5. 하와이 리조트 호텔 ‘페어몬트 오키드’인수
- 2015. 12. 미국 샌프란시스코 랜드마크호텔 ‘페어몬트 샌프란시스코’ 인수
- 2016. 7. 미국 아마존 본사 Phase VIII 빌딩 인수
- 2016. 8. 서부간선지하도로 사업투자
- 2016. 9. 하얏트 리젠시 와이키키 비치 리조트 & 스파 인수
- 2018. 7. 미래에셋자산운용, 미국 ETF운용사 ‘글로벌 엑스(Global X)’ 인수
- 2022. 6. 미래에셋자산운용, 호주 운용사 ETF Securities 인수
- 2023. 5. 미래에셋증권, 유럽 ETF시장 진출을 위해 시장조성 전문회사 GHCO인수완료
- 2023. 8. 미래에셋자산운용, 호주 1위 로보어드바이저 운용사 'Stockspot' 인수
- 2023. 12. 미래에셋증권, 인도 Sharekhan 증권사 인수 SPA(주식매매계약) 체결

## 사회공헌
"한국 최고의 부자가 되기보다 최고의 기부자가 되겠다."라고 말하는 그는 미래에셋을 창업할 때부터 기업의 핵심가치 중 하나를 ‘사회적책임’으로 정하고, 이후 인재육성을 위한 재단을 설립했다. 또한, 2008년 직원들에게 보내는 편지에서 "2010년부터 배당금 전액을 이 땅의 젊은이들을 위해 사용하겠다."고 약속한 이후 매년 미래에셋으로부터 받은 배당금 전액을 재단에 기부해오고 있다
2015년에는 청년 일자리 해결을 위한 ‘청년희망펀드’ 조성 사업에 사재 20억원을 기부했으며, 2023년에는 대한민국 과학기술 발전과 인재육성을 위해 그가 보유한 미래에셋컨설팅 주식을 최대 25%까지 미래에셋희망재단에 기부하겠다는 약정을 체결했다.

### 미래에셋박현주재단
미래에셋박현주재단은 박현주 회장이 사재 75억원을 들여 2000년 설립한 사회복지법인이다. 재단은 ‘미래에셋은 젊은이의 희망이 되겠습니다’라는 슬로건 아래 인재육성을 위한 장학사업과 다양한 교육지원 사업을 운영하고 있다. 특히, 이 재단에서 운영하는 해외교환 장학 프로그램은 국내 최대 규모로 성장했다.

#### 주요사업
- 해외교환 장학사업 : 국내 학부생을 대상으로 한 해외교환 프로그램 학업 장려금 지원
- 미래세대 지원사업 : 아동복지시설 이용(거주) 아이들을 위한 해외 문화 탐방, 디지털 체험 교육, 맞춤식 도서지원, 시설 운영비 및 문화체험 프로그램 활동비 지원
- 기부문화 : 임직원 참여 기부 프로그램, 매칭그랜트, 특별기부 프로그램 운영

### 미래에셋희망재단
박현주 회장은 인생의 가장 큰 스승이라 일컫는 어머니의 유지를 받들어 1998년 미래에셋희망재단을 설립했다.
그는  "늘 돈은 꽃과 같다고 생각해 왔다. 바르게 벌어서 바르게 쓸 때, 돈은 꽃처럼 아름답다."면서 "이런 철학을 심어 준 분은 가장 큰 스승이었던 어머님이시고 오늘의 저를 만들어 주신 그 가르침을 생각하며 어머님 고향에 재단을 설립했다."고 말한바 있다.
재단은 설립 이래 국내 대학생 등을 대상으로 학업 및 자기계발을 위한 장학금 지원사업을 진행하고 있다

### Mirae Asset Foundation (인도)
2018년 1월 3일에 인도 뭄바이 지역에 설립된 미래에셋재단으로, 인도 젊은이들에게 양질의 교육 환경과 더 나은 배움의 기회를 제공하고 더 나은 교육시스템 구축과 개발에 기여하려는 목적으로 설립되었다. 주요 활동계획은 장학프로그램을 통한 인도현지 학생들의 개인에 대한 배움의 기회를 확대하고, 교육 기관 인프라 개발지원을 통한 양질의 교육기회와 교육 기회를 제공하며, 이에 대한 교육 프로그램 및 교육 리서치, 혁신센터를 지원이다. 설립이후부터 현재까지 IIM 하이데라바드, IIM 벵갈루루 등 인도 내 최고 경영대학들과 협력을 통한 장학 프로그램 지원 및 미래인재 육성 (2019년 3개의 대학에서 19명의 장학생 선출), 세이브더칠드런 및 2개 현지 교육기관에 교육기금을 기부하며, 2019년 67명의 현지 학생에게 총 8,700만원의 장학금을 지급하였다. 이는 약 일인당평균 40만원 (초/중등교육) ~ 350만원 (대학 및 석박사과정)의 수혜금을 지원받은 격이다.

## 수상 실적
- 2006년 매경 증권인 대상을 수상했다.
- 2008년 제40회 한국능률협회 한국의 경영자상을 수상했다.
- 2009년 언스트앤영 최우수 기업가상 마스터상을 수상했다.
- 2011년 제1회 한국금융투자협회 금융투자인상 대상을 수상했다.
- 2013년 10월 제1회 매일경제 기업인상을 수상했다.
- 2015년 제17회 경영관련학회 통합학술대회 최우량기업상을 수상했다.
- 2017년 제26회 다산금융상 대상을 수상했다.[19]
- 2024년 7월 국제경영학회(AIB) 연례학회 올해의 국제 최고경영자상(International Executive of the Year Award) 수상

### 하버드비즈니스스쿨 등재
한국기업인 최초, 아시아 금융권 최초로 하버드 비지니스스쿨 기업가정신 연구사례로 선정되었다.

### 더케이스센터 등재
2017년 7월 서울대학교 경영대학 김수욱 교수 주도로 미래에셋의 혁신을 통한 성공과정을 분석한 Mirae Asset: A Disruptive Innovator in the Korean Financial Industry 연구결과보고서가 '더 케이스센터(The Case Centre)'에 등재되었다.

### AIB (Academy of International Business) International Executive of the Year Award 수상
2024년 7월 세계최고 권위의 경영학술단체인 국제경영학회(AIB)가 수여하는 '올해의 국제 최고경영자상’수상자로 선정됐다.
아시아 금융인으로서는 최초 수상이고, 한국인이 이 상을 받은 것은 1995년 고(故) 최종현 SK그룹 선대회장 이후 두 번째이다.

### 저서
- 돈은 아름다운 꽃이다, 박현주 지음, 김영사 출판사, ISBN 978-89-349-2580-4
- 박현주 미래를 창조하다, 홍찬선 외 지음, 올림 출판사, ISBN 978-89-958839-8-3

### 인터뷰
- 신동아: 박현주 미래에셋회장의 증권인생 24년[22]
- 한국경제: 박현주 미래에셋금융그룹 회장 일문일답[23]
- The Wall Street Journal: For Asset Manager, a Future Beyond Korea[24]